# Kabuki-za
Il Kabuki-za (歌舞伎座?) di Ginza è il principale teatro di Tokyo per quanto riguarda le rappresentazioni kabuki.

## Storia
Il Kabuki-za fu aperto originariamente da un giornalista dell'epoca Meiji, Fukuchi Gen'ichirō. Fukuchi scrisse drammi kabuki in cui Ichikawa Danjūrō IX e altri recitavano; alla morte di Danjūrō nel 1903, Fukuchi si ritirò dalla gestione del teatro. Il teatro è attualmente curato dalla Shochiku, subentrata nel 1914.
L'originale Kabuki-za era formato da una struttura di legno, costruita nel 1889 su un terreno che era stato la residenza a Tokyo del clan Hosokawa di Kumamoto, oppure quella del clan Matsudaira di Izu.
L'edificio fu distrutto il 30 ottobre 1921 da un incendio. Nel 1922 iniziò la ricostruzione del palazzo che venne progettato per "essere ignifugo pur mantenendo gli stili architettonici giapponesi tradizionali". Vennero inoltre utilizzati materiali da costruzione occidentali e nuovi impianti per illuminazione. La ricostruzione non fu completata in quanto la struttura bruciò nuovamente durante il grande terremoto del Kantō del 1923. La ricostruzione fu finalmente completata nel 1924.
Il teatro fu nuovamente distrutto dai bombardamenti alleati durante la seconda guerra mondiale. Fu restaurato nel 1950, preservando lo stile della ricostruzione del 1924 ed è stato a lungo uno degli edifici più importanti e tradizionali di Tokyo.
La struttura del 1950 fu demolita nella primavera del 2010 e ricostruita nei successivi tre anni. La scarsa capacità dell'edificio di resistere ai terremoti e alcuni problemi di accessibilità hanno portato a questa nuovo intervento sul teatro. Da gennaio ad aprile 2010 si è tenuta una serie di spettacoli di addio, dal titolo Kabuki-za sayonara kōen (歌舞伎座さよ公演? lett. "Esibizioni di addio al Kabuki-za"). Durante la ricostruzione, gli spettacoli kabuki hanno avuto luogo nel vicino Shinbashi Enbujō e in altre strutture, fino all'apertura del nuovo complesso teatrale, che è avvenuta il 28 marzo 2013.

## Architettura
L'edificio del 1924 aveva una struttura legata al barocco giapponese, evocativa dei dettagli architettonici dei castelli giapponesi, nonché dei templi antecedenti al periodo Edo. Questo stile è stato mantenuto dopo la ricostruzione postbellica e nuovamente dopo la ricostruzione del 2013.
All'interno, con l'ultima ricostruzione, il teatro è stato allestito con quattro nuovi drappi anteriori chiamati "doncho". Questi sono stati realizzati da famosi artisti giapponesi in stile Nihonga e riproducono le diverse stagioni.

## Esibizioni
Le esibizioni sono gestite esclusivamente dalla società Shochiku. I biglietti sono venduti per singoli atti così come per ogni rappresentazione nella sua interezza. Come per la maggior parte dei luoghi kabuki, i programmi sono organizzati mensilmente: ogni mese c'è un determinato insieme di rappresentazioni e danze che compongono la performance pomeridiana e un set diverso che comprende lo spettacolo serale. Questi sono ripetuti su un programma quasi quotidiano per tre o quattro settimane e all'inizio di ogni nuovo mese viene creato un nuovo programma.

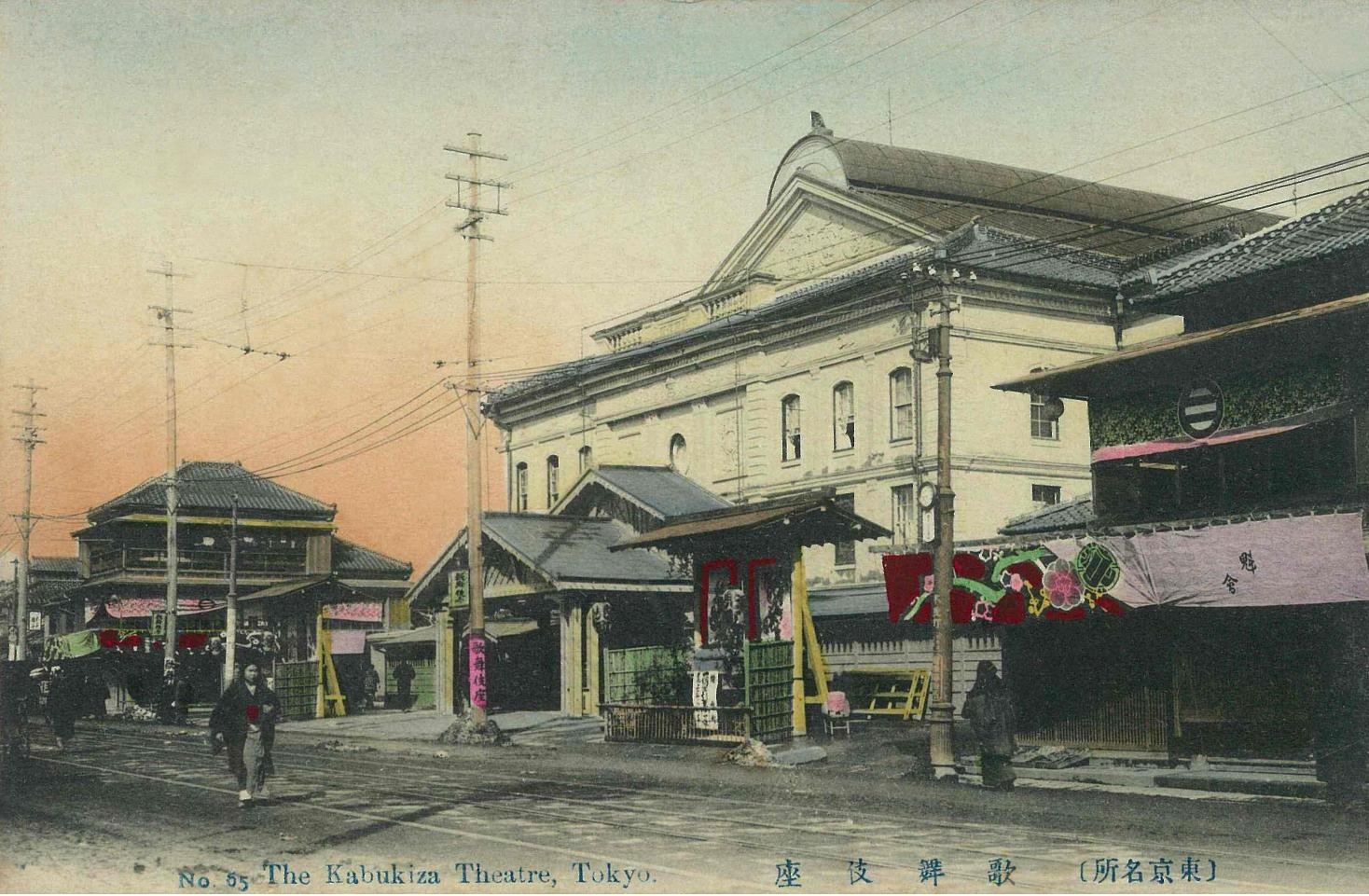
Cartolina raffigurante la struttura originale (1889-1911)
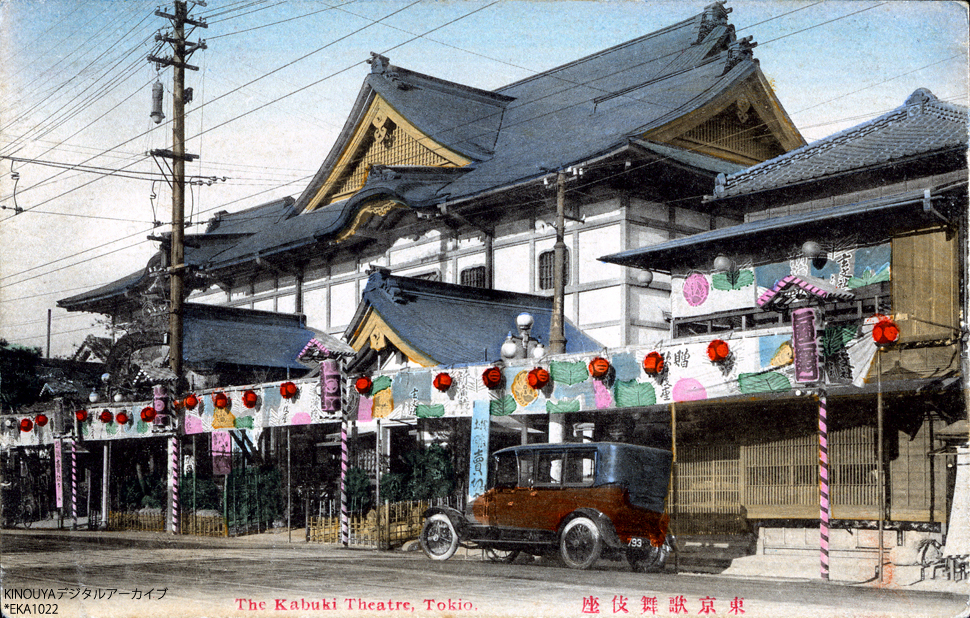
Cartolina raffigurante il teatro ricostruito nel 1911 (1911-1921)
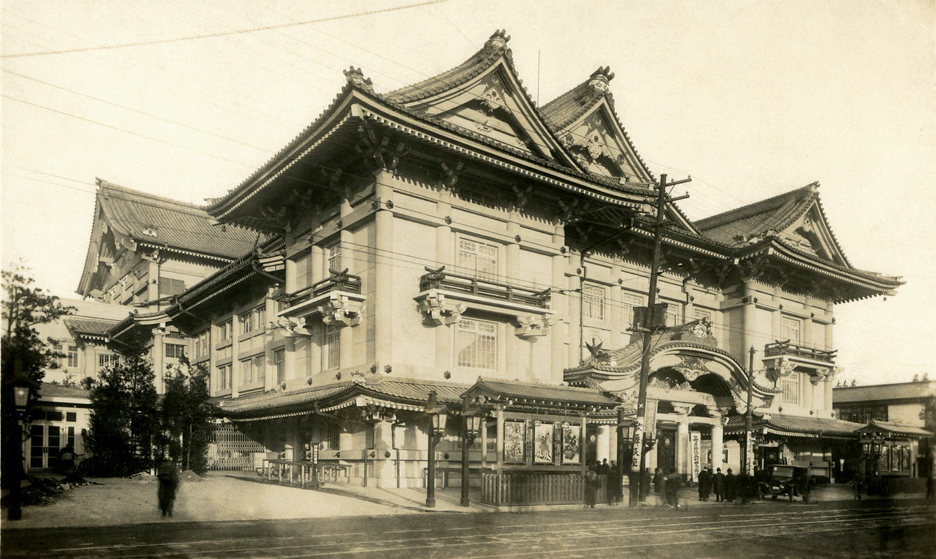
Cartolina raffigurante il teatro ricostruito prima della guerra (1924-1945)
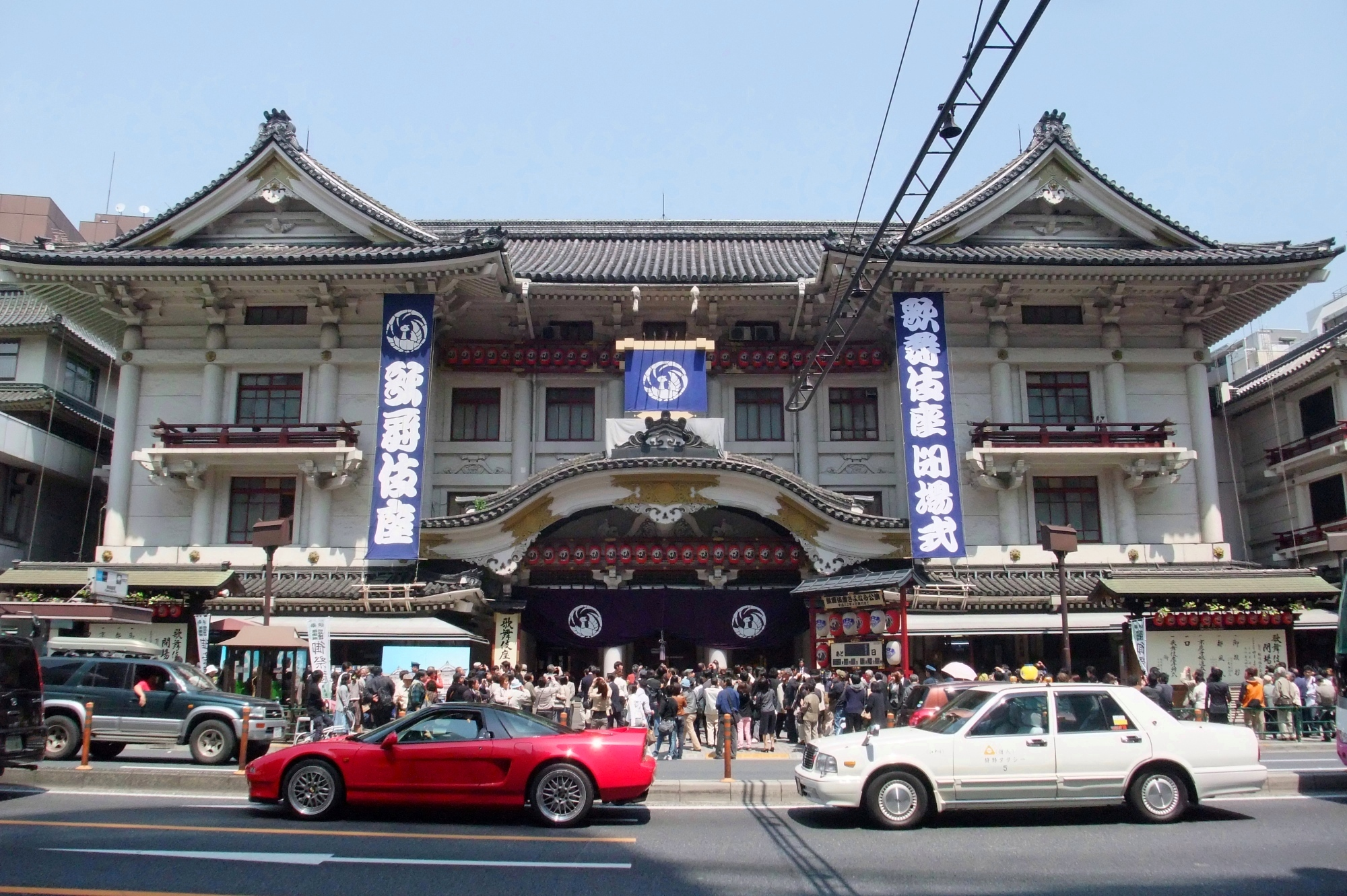
Foto del teatro ricostruito nel dopoguerra (1950-2010)
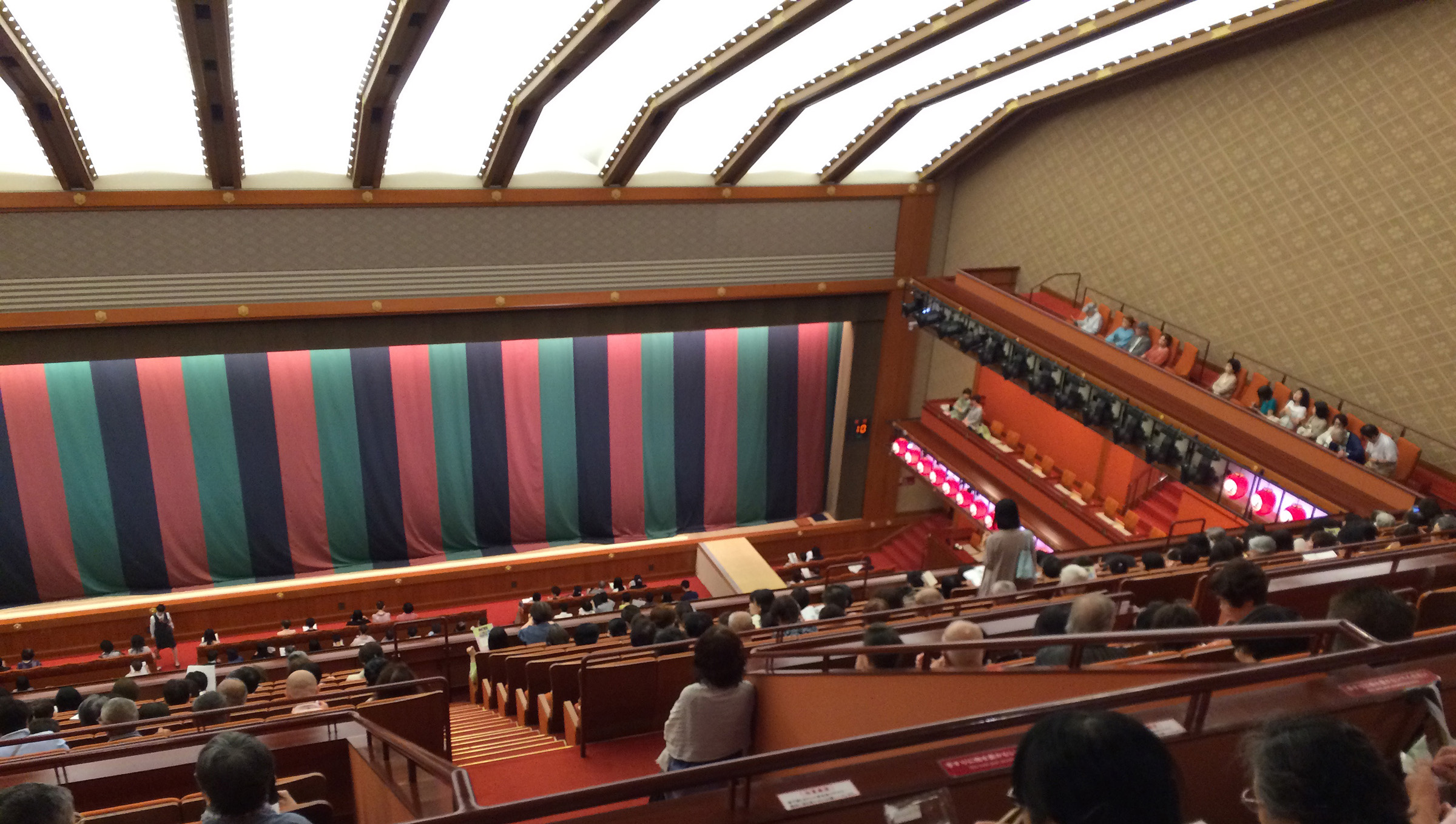
Interno del teatro (2017)